# Walters Verjaardagsshow
Walters Verjaardagshow was een spelprogramma op VTM begin de jaren 1990. De kandidaten waren personen die op de dag van uitzending jarig waren.
Het programma werd gepresenteerd door Walter Capiau en zijn assistentes Aurore en Grietje. Oorspronkelijk maakte de show deel uit van "Zondagmatinee", een programma met Mike Verdrengh met een aantal vaste items.
Walters Verjaardagshow bleek zo'n hit te zijn, dat het na enkele weken zijn eigen uitzendtijd kreeg op zondagavond, met een gerestyled decor en meer spelletjes en prijzen.
Nog later verplaatste VTM de show naar zaterdagavond, waar het na enige tijd werd afgevoerd wegens dalende kijkcijfers.
De meest legendarische en terugkerende zin in het programma is "Laat maar komen, ..." gevolgd door de naam van de assistente. Het publiek zat op een tribune. Helemaal achteraan lag een grote dobbelsteen. Het publiek moest hun handen omhoog houden. De assistente duwde de dobbelsteen in het publiek. De dobbelsteen ging dan over de handen naar beneden en belandde op het podium.

## Het gezelschapsspel
De show werd ook uitgebracht in een bordspelvariant.

## Happy Birthday
Speciaal voor de show werd een lied "Happy Birthday" gecomponeerd dat door Walter werd gezongen. Het lied heeft meerdere weken in de muzieklijsten gestaan.

## Buitenland
Het spel was een Belgische format en werd wereldwijd verkocht. In Nederland liep het als Sandra's Verjaardagsshow op RTL 4 met Sandra Reemer. In Portugal zond RTP het uit als Parabéns.